# Verbena rigida
Espèce
Classification phylogénétique
Verbena rigida est une plante herbacée vivace de la famille des Verbénacées originaire d'Amérique du Sud.